# Godfrey Mzamane
Godfrey Isaac Malunga Mzamane, né le 7 mars 1909 dans le province du Cap et mort en 1977), est un romancier, historien et universitaire sud-africain.

## Biographie
Godfrey Mzamane est né à Fobane dans le district du Mt. Fletcher près de Matatiele dans le Transkei, son père Seplani Isaac Mzamane était un prédicateur laïc de l'église anglicane. Il a fréquenté l’école missionnaire évangélique française d'Umzimkhulu ; puis la Bethesda Moravian Mission School à Lupindo où il a obtenu son diplôme de sixième année en 1921.
En 1926, il étudie au St John’s College de Mthatha, puis au Adam’s Teacher Training College du Natal. Il se rend également à Fort Hare pendant un certain temps.
De 1936 à 1939, il enseigne à l’école de Mariazell, à Matatiele. Il enseigne également à l’école secondaire St. Peter’s de Johannesburg. Godfrey s’est ensuite rendu au Cap pour y apprendre les techniques muséales. En 1942, il est nommé conservateur adjoint du F.S. Malan Museum de l'Université de Fort Hare.
Il a remplacé A.C. Jordan comme chargé de cours en langues bantoues à l'université de Fort Hare quand Jordan a démissionné de son poste au Département des langues africaines en 1946. En 1947, il obtient un BA en langues africaines, suivi d’une thèse présentée à l'université d'Afrique du Sud (Unisa) en 1948, intitulée Un traité concis sur le Phuthi, avec une référence particulière à sa relation avec les langues Nguni et Sotho, qui a été publié en 1949 et a été une contribution importante à l’étude de la langue Phuthi. Godfrey Mzamane a ensuite été professeur et chef du département des langues africaines au Collège universitaire de Fort Hare.
Tout en enseignant au Collège universitaire de Fort Hare, il a attiré l'attention sur son travail avec son roman en Xhosa, Izinto zodidi ("choses de valeur"). Ce roman didactique publié en 1959 concerne l’échec d'un père, Deyi, à faire face à la vie moderne par rapport aux splendides réalisations scientifiques de son fils, Manzodidi, qui se rend au Canada pour étudier.
À la fin des années 1940, il a été secrétaire du Congrès national africain du Cap et membre du comité exécutif national de l'ANC au moment du Programme d’action.